# Eugeniusz Gaczkowski
Eugeniusz Gaczkowski (ur. 3 stycznia 1965 w Żninie), polski hokeista na trawie, olimpijczyk.
Syn Daniela i Haliny, ukończył Zespół Szkół Drzewnych w Bydgoszczy (1983), uzyskując zawód stolarza. Od 1984 pracuje jako żołnierz zawodowy. Treningi hokejowe rozpoczął w LKS Gąsawa, następnie grał w Grunwaldzie Poznań; był 9 razy mistrzem Polski na otwartym stadionie (1992, 1993, 1994, 1996, 1997, 1999, 2000, 2001, 2002) oraz 2 razy mistrzem Polski w hali (1992, 1993). Wraz z zespołem zdobył także brązowy medal Pucharu Europy Zdobywców Pucharów (1997). Gra w formacji obronnej.
W latach 1994–2002 wystąpił w 63 meczach reprezentacji narodowej, strzelając 6 bramek. Brał m.in. udział w igrzyskach olimpijskich w Sydney w 2000 (12. miejsce); grał we wszystkich sześciu meczach turnieju olimpijskiego, strzelił jedną z bramek w przegranym 2:3 meczu z Kanadą. Wystąpił również w turnieju finałowym mistrzostw świata w 2002.
Od czerwca 2007 roku trener drużyny seniorów Grunwaldu Poznań po Macieju Matuszyńskim, który odszedł ze stanowiska po niezdobyciu tytułu Mistrza Polski.
Żonaty (żona Irena z domu Bosacka), ma dwoje dzieci (córkę Agatę i syna Mateusza).